# Prosti zaklep
Prosti ali neblokirani zaklep je vrsta zaklepa pri strelnem orožju, ki v času gorenja smodnika v naboju ni mehansko spojen s cevjo, temveč ga v zaprtem stanju držita le vztrajnost zaklepa in povratna vzmet. Angleški izraz za to konstrukcijo je blowback.

## Princip delovanja prostega zaklepa
Sistem prostega zaklepa izkorišča odsun tulca, do katerega pride zaradi tlaka smodniških plinov. Odsun povzroči gibanje zaklepa nazaj, pri čemer zaklep izvleče prazen tulec iz ležišča naboja. Povratna vzmet nato potisne zaklep naprej, pri tem pa se v ležišče vstavi nov naboj.
Prosti zaklep lahko deluje na principu odprtega ali zaprtega zaklepa. 
Pri prostem zaklepu je potrebno zagotoviti, da zadnji del cevi ostane zaprt, dokler tlak v cevi ne pade toliko, da je možno varno izvlačenje tulca, kar se zgodi, ko krogla zapusti cev. Da se to doseže, je masa zaklepa bistveno višja od mase krogle; posledično je tudi hitrost odsuna zaklepa sorazmerno nižja. V primeru, da do odpiranja zaklepa pride prezgodaj, ko je tlak v cevi še previsok, lahko pride do eksplozije tulca ter poškodb orožja in strelca.
V prvih trenutkih po vžigu naboja tlaku smodniških plinov nasprotujeta samo vztrajnostna masa zaklepa in trenje tulca naboja v ležišču (kot posledica raztezanja zaradi tlaka), manj pa sila povratne vzmeti. Zato mora biti masa zaklepa zadosti velika, da prepreči prehitro odpiranje zaklepa, vendar ne tolikšna, da bi ovirala normalno delovanje orožja. Od mase zaklepa je odvisna tudi hitrost streljanja, in sicer nižja masa pomeni višjo hitrost streljanja. Ker velika hitrost streljanja ni vedno zaželena, se pri nekaterih orožjih v zaklep dodajajo uteži z namenom povečanja mase zaklepa. Hitrost streljanja je sorazmerna tudi hodu zaklepa, in sicer krajši hod pomeni večjo hitrost streljanja.
Ker je sila odsuna odvisna od količine smodnika in dimenzij tulca, ki direktno vplivata na tlak smodniških plinov, se čisti prosti zaklep lahko uporablja le za šibkejše naboje, kot so 9x19 Parabellum, .38 ACP, 7,65 Browning, .22 LR, in podobno. Za močnejše naboje sistem prostega zaklepa ni primeren, ker bi konstrukcija zahtevala preveliko maso zaklepa in silo povratne vzmeti, oboje pa bi orožje naredilo nepraktično. Za uporabo močnejših nabojev je zato potreben sistem zakasnjenega delovanja zaklepa ali blokiran zaklep.

### Prosti zaklep s predvžigom
Prosti zaklep s predvžigom deluje tako, da do vžiga naboja pride že med gibanjem zaklepa naprej, še preden je naboj popolnoma vstavljen v ležišče. Na ta način odsunu tulca poleg mase zaklepa nasprotuje tudi njegova kinetična energija, saj mora odsun najprej zaustaviti gibanje zaklepa, šele nato ga lahko pomakne nazaj. Ker je hitrost gibanja zaklepa naprej (zaradi sile povratne vzmeti) približno enaka hitrosti gibanja zaklepa nazaj zaradi odsuna, to omogoča zmanjšanje mase zaklepa za polovico, poleg tega se zmanjša tudi odsun celotnega orožja.
Ta način delovanja zahteva precej natančen čas vžiga naboja. Nečistoče v ležišču naboja ali prevelik premer naboja oz. premajhen premer ležišča naboja lahko privedejo do prezgodnjega vžiga, ki lahko pripelje do ekplozije tulca naboja. Če je vžig prepozen, se lahko ob vžigu naboja zaklep že zaustavi, kar v kombinaciji z znižano maso zaklepa povzroči prevelik odsun, ki lahko poškoduje orožje. Da bi bilo vstavljanje in izvlačenje tulcev tekoče, so se predvsem pri uporabi večjih kalibrov uporabljali predhodno naoljeni tulci. Klasičen princip prostega zaklepa s predvžigom ima ločen prožilni mehanizem s prosto udarno iglo, ki se sproži ob pravem trenutku med gibanjem zaklepa naprej.
Princip prostega zaklepa s predvžigom je bil najprej uporabljen v nekaterih protiletalskih topovih, kot je npr. MK-108, je pa uporabljen tudi v brzostrelkah, ki streljajo iz odprtega zaklepa. 
Pri brzostrelkah se ne uporablja klasičen princip, temveč imajo večinoma udarno iglo fiksno (udarna igla je del zaklepa), s konstrukcijo zaklepa in globino ležišča naboja v cevi pa se zagotovi, da do vžiga naboja in odsuna tulca pride med gibanjem zaklepa naprej, še preden se zaklep dotakne zadnjega dela cevi.

## Zakasnjeno delovanje zaklepa
V primeru uporabe močnejših nabojev, želje po natančnejšem polavtomatskem streljanju ali želje po lažjem orožju se uporabi zakasnjeno delovanje zaklepa. Tu se z različnimi metodami zagotovi dodatna sila, ki v kratkem času po vžigu naboja zadrži zaklep v zaprtem položaju, po zadostnem padcu tlaka v cevi pa omogoči prosto gibanje zaklepa nazaj. Na takem principu delujeta tudi puška Heckler & Koch G3 in brzostrelka Heckler & Koch MP5. Pri tem cev ostane na mestu in se ne premakne nazaj kot pri orožju, ki deluje na odsun. 
Načini zakasnitve odpiranja so:
- zakasnitev z valjčki (npr. puška Heckler & Koch G3 in brzostrelka MP5)
- zakasnitev z vzvodom (npr. puška FAMAS)
- zakasnitev s kolenom (npr. strojnica Schwarzlose)
- zakasnitev s plinom (npr. pištoli Steyr GB in Heckler & Koch P7)
- zakasnitev z odsunom (npr. strojnica Fiat-Revelli M1914 in pištola FN Five-seven)
- zakasnitev s premikom netilke (npr. puška Postnikov APT).